# Ардер, Александр Карпович
Алекса́ндр Ка́рпович А́рдер (эст. Aleksander Arder; 19 сентября 1894, д. Кирна, Эстляндская губерния, Российская империя, ныне уезд Ляэнемаа, Эстония — 29 сентября 1966, Таллин, Эстонская ССР, СССР) — эстонский певец (баритон, бас) и педагог. Народный артист Эстонской ССР (1964).

## Биография
Учился вокалу в Италии. В 1923—1931 годах был солистом Эстонского театра оперы и балета. В 1928—1941 и в 1944—1966 годах преподавал в Таллинской консерватории, в 1951 году становится её профессором. Среди учеников Тийт Куузик, Хендрик Крумм и другие.
Был женат на дочери Яна Поска — Татьяне Поска-Лааман (1900—1988) — докторе журналистики (позже она вышла замуж за Эдуарда Лаамана), которая была председателем Союза матерей Эстонии.
Член КПСС с 1946 года.

## Оперные партии
- «Борис Годунов» Мусоргского — Борис Годунов
- «Евгений Онегин» Чайковского — Евгений Онегин, Гремин
- «Тангейзер» Рихарда Вагнера — Вольфрам
- «Викерцы» («Викинги») Аавы — Олав

## Награды
- три ордена Трудового Красного Знамени (20.07.1950; 30.12.1956; 15.09.1961)
- орден «Знак Почёта»
- Народный артист Эстонской ССР (1964)